# Weissia groenlandica
Weissia groenlandica är en bladmossart som beskrevs av Kindberg 1897. Weissia groenlandica ingår i släktet krusmossor, och familjen Pottiaceae. Inga underarter finns listade i Catalogue of Life.